# Wechselsystem (Waffe)

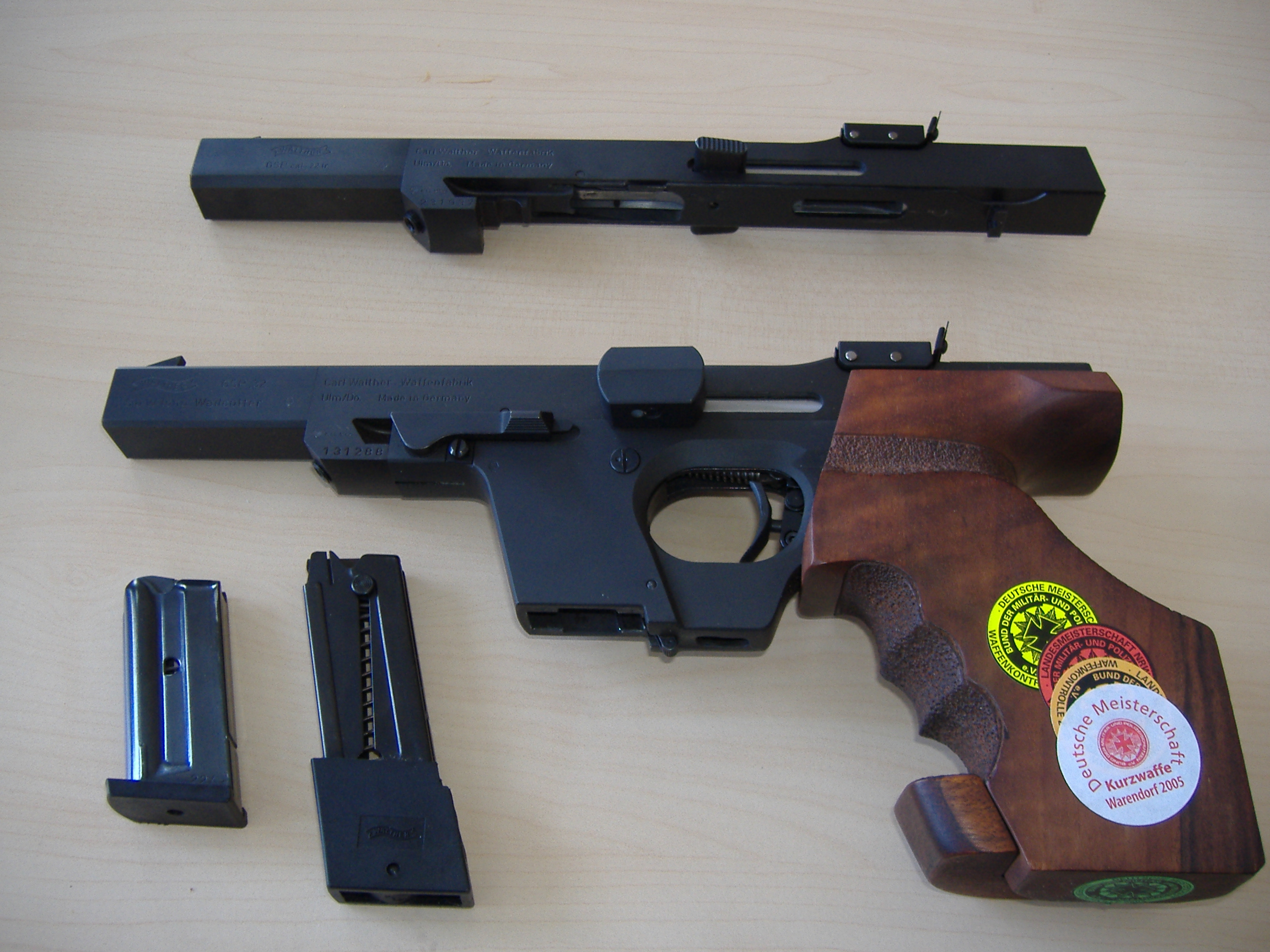
Walther GSP im Kaliber .32 S&W Long mit Wechselsystem im Kaliber .22 lfB

Ein Wechselsystem bietet in der Waffentechnik, vornehmlich bei halbautomatischen Handfeuerwaffen, die Möglichkeit der Aptierung eines weiteren Kalibers zur Verwendung mit der Basiswaffe, oder die Verwendung einer Waffe gleichen Kalibers für unterschiedliche sportliche Disziplinen.

## Technik
Das Wechselsystem besteht in der Hauptsache aus dem Lauf mit ggf. dazugehörigen Verriegelungshilfen (Steuerungselementen), hinzukommen kann eine Verschlussgruppe mit den schussauslösenden Bauteilen (Schlagbolzen, Schlagbolzenfeder etc.) und Auszieher, sowie eine Magazingruppe (Gehäuse, Magazinfeder, Zubringer).

## Aptierungen

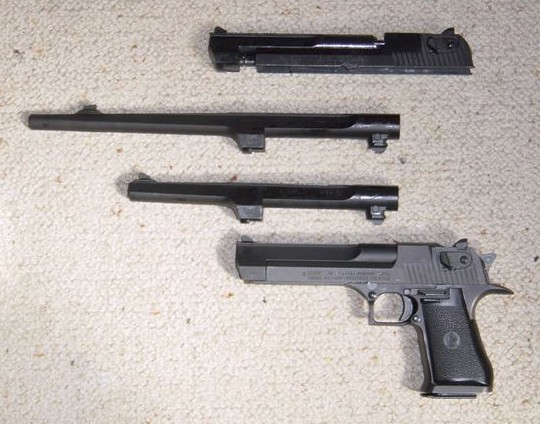
Desert Eagle mit Wechselläufen des Kalibers .44 Mag. und Wechselsystem im Kaliber .357 Magnum

Hauptsächlich werden Basiswaffen eines größeren Kalibers mit Wechselsystemen auf gleiche oder kleinere Kaliber aptiert, wobei u. a. folgende Aptierungen üblich sind:
- Sportpistole
  - Kaliber .38 auf Kaliber .22 lfB
  - Kaliber .32 Smith & Wesson Long auf Kaliber .22 lfB
- Gebrauchspistole
  - Kaliber .45 Winchester Magnum auf Kaliber .45 ACP
  - Kaliber .45 ACP auf Kaliber 9 × 19 mm Luger
  - Kaliber .45 ACP System Browning auf Kaliber .45 ACP starrer Lauf
  - Kaliber .45 ACP auf Kaliber .22 lfB
  - Kaliber 10 mm / .40 Auto auf Kaliber 9 mm Luger
  - Kaliber 9 mm Luger auf Kaliber .22 lfB
- Selbstladebüchse
  - Kaliber 7,62 × 39 mm auf Kaliber .22 lfB
  - Kaliber 7,62 × 51 mm NATO / .308 Winchester auf Kaliber .22 lfB
  - Kaliber 5,56 × 45 mm NATO / .223 Remington auf Kaliber .22 lfB

Wird, wie zum Beispiel bei der Sportpistole Walther GSP, in der Version des Kalibers .22 lfB und der Version des Kalibers .32 das gleiche Griffstück verwendet, kann auch die Basiswaffe im Kaliber .22 lfB mit einem Wechselsystem im Kaliber .32 die Waffe zur Verwendung mit einem größeren Kaliber aptiert werden.
Es kann gegebenenfalls notwendig sein, ein Wechselsystem für eine Waffe im gleichen Kaliber wie für das Basiskaliber der Waffe zu verwenden. Gründe dafür sind Bestimmungen zu bestimmten zu verwendenden Lauflängen oder das Verbot der Verwendung von kompensierten Waffen in den verschiedenen sportlichen Disziplinen.
Für die Verwendung von so genannter „Zimmermunition“ (Kaliber 4 mm M20) werden keine Wechselsysteme, sondern nur Einstecksysteme, bestehend aus Einsteckläufen und Patronenadaptern, verwendet.
Wechselsysteme gleichen und kleineren Kalibers werden in der Regel ohne Voreintrag und Bedürfnisnachweis genehmigt. Es genügt die fristgerechte Erwerbsanzeige bei der entsprechenden Behörde zur Eintragung in die vorhandene Waffenbesitzkarte.
In der Schweiz wird gemäß Waffengesetz, Art. 9b für den Erwerb wesentlicher Bestandteile (Verschluss, Lauf) ein Waffenerwerbsschein benötigt.

## Verwendung
Hauptsächlicher Einsatzzweck eines Wechselsystems vom Großkaliber auf das Kleinkaliber, vor allem bei den Gebrauchspistolen und den Selbstladebüchsen, ist die Möglichkeit zum kostengünstigen Training mit der Großkaliberpistole, oder auch zum Training auf Schießständen, die nicht für das Großkaliberschießen zugelassen sind.